# Грінсвілл (округ, Вірджинія)
Шаблон:StateAbbr_ 36°40′ пн. ш. 77°34′ зх. д. / 36.67° пн. ш. 77.56° зх. д.
Округ  Ґрінсвілл (англ. Greensville County) — округ (графство) у штаті  Вірджинія, США. Ідентифікатор округу 51081.

## Історія
Округ утворений 1780 року.

## Демографія
За даними перепису 2000 року загальне населення округу становило 11560 осіб, зокрема міського населення було 4119, а сільського — 7441. Серед мешканців округу чоловіків було 7130, а жінок — 4430. В окрузі було 3375 домогосподарств, 2397 родин, які мешкали в 3765 будинках. Середній розмір родини становив 2,99.
Віковий розподіл населення поданий у таблиці:
| Стать    | До 15 років | 15-21 | 22-29 | 30-39 | 40-49 | 50-65 | 65-85 | Понад 85 |
| -------- | ----------- | ----- | ----- | ----- | ----- | ----- | ----- | -------- |
| Чоловіки | 875         | 450   | 1056  | 1748  | 1416  | 1017  | 531   | 37       |
| Жінки    | 819         | 372   | 334   | 631   | 690   | 830   | 658   | 96       |

## Суміжні округи
- Емпорія — анклав
- Динвідді — північ
- Сассекс — північний схід
- Саутгемптон — схід
- Нортгемптон, Північна Кароліна — південь
- Брансвік — захід

## Виноски
1. ↑  U.S. Decennial Census. United States Census Bureau. Архів оригіналу за 26 квітня 2015. Процитовано 2 січня 2014.
2. ↑  Historical Census Browser. University of Virginia Library. Архів оригіналу за 11 серпня 2012. Процитовано 2 січня 2014.
3. ↑  Population of Counties by Decennial Census: 1900 to 1990. United States Census Bureau. Архів оригіналу за 15 грудня 2013. Процитовано 2 січня 2014.
4. ↑  Census 2000 PHC-T-4. Ranking Tables for Counties: 1990 and 2000 (PDF). United States Census Bureau. Архів оригіналу (PDF) за 18 грудня 2014. Процитовано 2 січня 2014.
5. ↑  State & County QuickFacts. United States Census Bureau. Архів оригіналу за 7 червня 2011. Процитовано 2 січня 2014.(англ.) Наведено за англійською вікіпедією.
6. ↑  American FactFinder. Бюро перепису населення США. Архів оригіналу за 26 лютого 2012. Процитовано 31 січня 2008.

| США | Це незавершена стаття з географії США. Ви можете допомогти проєкту, виправивши або дописавши її. |